# Osvaldinho
Firmino Baleizão da Graça Sardinha, plus communément appelé Osvaldinho, est un footballeur portugais né le 10 septembre 1945 à Beja et mort le 3 juin 2025. Il évolue au poste d'arrière gauche.

## Carrière

### En club
Né à Beja, Osvaldinho commence sa carrière senior lors de la saison 1963-1964 avec le CD Beja (en) en deuxième division portugaise,,.
En 1964, il est transféré au Vitória Guimarães,,.
Lors de la saison 1966-1967, il est prêté au Boavista FC,,.
En 1967, il part à São Tomé représenter le Benfica de São Tomé, club qu'il représente pendant deux saisons,,.
Osvaldinho revient à la métrople portugaise en 1969 à nouveau sous les couleurs du Vitória Guimarães,,.
Après neuf saisons avec le club du Nord du Portugal, il est transféré au CS Marítimo en 1978,,.
Osvaldinho est ensuite joueur du Gil Vicente et du FC Felgueiras,,.
Il finit sa carrière sur une dernière saison 1981-1982 avec le GD Prado (pt),,.
Il dispute un total de 240 matchs pour un but marqué en première division portugaise,. Au sein des compétitions européennes, il dispute 4 matchs en Coupe des villes de foires pour aucun but marqué.

### En équipe nationale
International portugais, il reçoit deux sélections en équipe du Portugal en 1974. Le 13 novembre, il dispute un match amical contre la Suisse (défaite 0-3 à Berne). Le 20 novembre, il joue un match de qualification pour l'Euro 1976 contre l'Angleterre (match nul 0-0 à Londres).